# دانيال شيهان
دانيال شيهان (بالإنجليزية: Daniel Sheehan)‏ هو محامي أمريكي، ولد في 1945 في غلينز فولز في الولايات المتحدة.

## وصلات خارجية
- الموقع الرسمي
- دانيال شيهان على موقع IMDb (الإنجليزية)
- دانيال شيهان على موقع إن إن دي بي (الإنجليزية)
- دانيال شيهان على موقع قاعدة بيانات الفيلم (الإنجليزية)